# Eğeciuşağı, Sarıçam
Eğeciuşağı là một xã thuộc huyện Sarıçam, tỉnh Adana, Thổ Nhĩ Kỳ. Dân số thời điểm năm 2009 là 290 người.